# Stenderup Sogn (Hedensted Kommune)
 For alternative betydninger, se Stenderup Sogn. (Se også artikler, som begynder med Stenderup Sogn)
Stenderup Sogn er et sogn i Hedensted Provsti (Haderslev Stift).
I 1800-tallet var Stenderup Sogn anneks til Urlev Sogn. Stenderup hørte til Hatting Herred, Urlev til Bjerre Herred, begge i Vejle Amt. Urlev-Stenderup sognekommune blev ved kommunalreformen i 1970 delt, så Urlev kom til Hedensted Kommune og Stenderup kom til Juelsminde Kommune, der ved strukturreformen i 2007 også indgik i Hedensted Kommune.
I Stenderup Sogn ligger Stenderup Kirke.
I sognet findes følgende autoriserede stednavne:
- Brå (bebyggelse, ejerlav)
- Bråskov (bebyggelse)
- Lystrup (bebyggelse)
- Nørre Aldum (bebyggelse, ejerlav)
- Stenderup (bebyggelse, ejerlav)
- Sønder Aldum (bebyggelse, ejerlav)
- Vandborg (bebyggelse)